# Момі (Огайо)
Момі (англ. Maumee) — місто (англ. city) в США, в окрузі Лукас штату Огайо. Населення — 13 896 осіб (2020).

## Географія
Момі розташоване за координатами 41°34′16″ пн. ш. 83°39′58″ зх. д. / 41.57111° пн. ш. 83.66611° зх. д. (41.571113, -83.666159).  За даними Бюро перепису населення США в 2010 році місто мало площу 27,46 км², з яких 25,60 км² — суходіл та 1,85 км² — водойми.

## Демографія
Згідно з переписом 2010 року, у місті мешкало 14 286 осіб у 6037 домогосподарствах у складі 3854 родин. Густота населення становила 520 осіб/км².  Було 6435 помешкань (234/км²).
Расовий склад населення:
| - 94,7 % — білих - 1,8 % — чорних або афроамериканців - 0,9 % — азіатів - 0,2 % — корінних американців |

До двох чи більше рас належало 1,7 %. Частка іспаномовних становила 3,4 % від усіх жителів.
За віковим діапазоном населення розподілялося таким чином: 22,6 % — особи молодші 18 років, 63,7 % — особи у віці 18—64 років, 13,7 % — особи у віці 65 років та старші. Медіана віку мешканця становила 39,7 року. На 100 осіб жіночої статі у місті припадало 95,9 чоловіків;  на 100 жінок у віці від 18 років та старших — 91,9 чоловіків також старших 18 років.
Середній дохід на одне домашнє господарство  становив 73 434 долари США (медіана — 59 529), а середній дохід на одну сім'ю — 89 488 доларів (медіана — 72 297). Медіана доходів становила 53 857 доларів для чоловіків та 39 447 доларів для жінок. За межею бідності перебувало 8,4 % осіб, у тому числі 8,7 % дітей у віці до 18 років та 6,9 % осіб у віці 65 років та старших.
Цивільне працевлаштоване населення становило 7409 осіб. Основні галузі зайнятості: освіта, охорона здоров'я та соціальна допомога — 28,5 %, виробництво — 13,6 %, науковці, спеціалісти, менеджери — 9,1 %, роздрібна торгівля — 9,0 %.